# Hippolytia senecionis
Hippolytia senecionis là một loài thực vật có hoa trong họ Cúc. Loài này được (Jacquem. ex Besser) DC. mô tả khoa học đầu tiên năm 1837.